# Радист

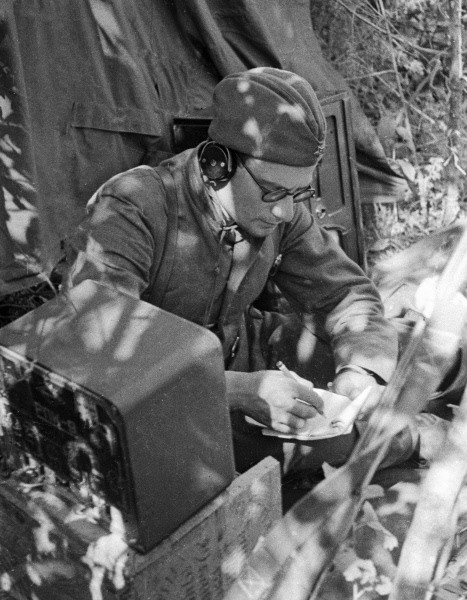
Радист принимает сводку Совинформбюро, июнь 1942 года, фото С. И. Лоскутова.

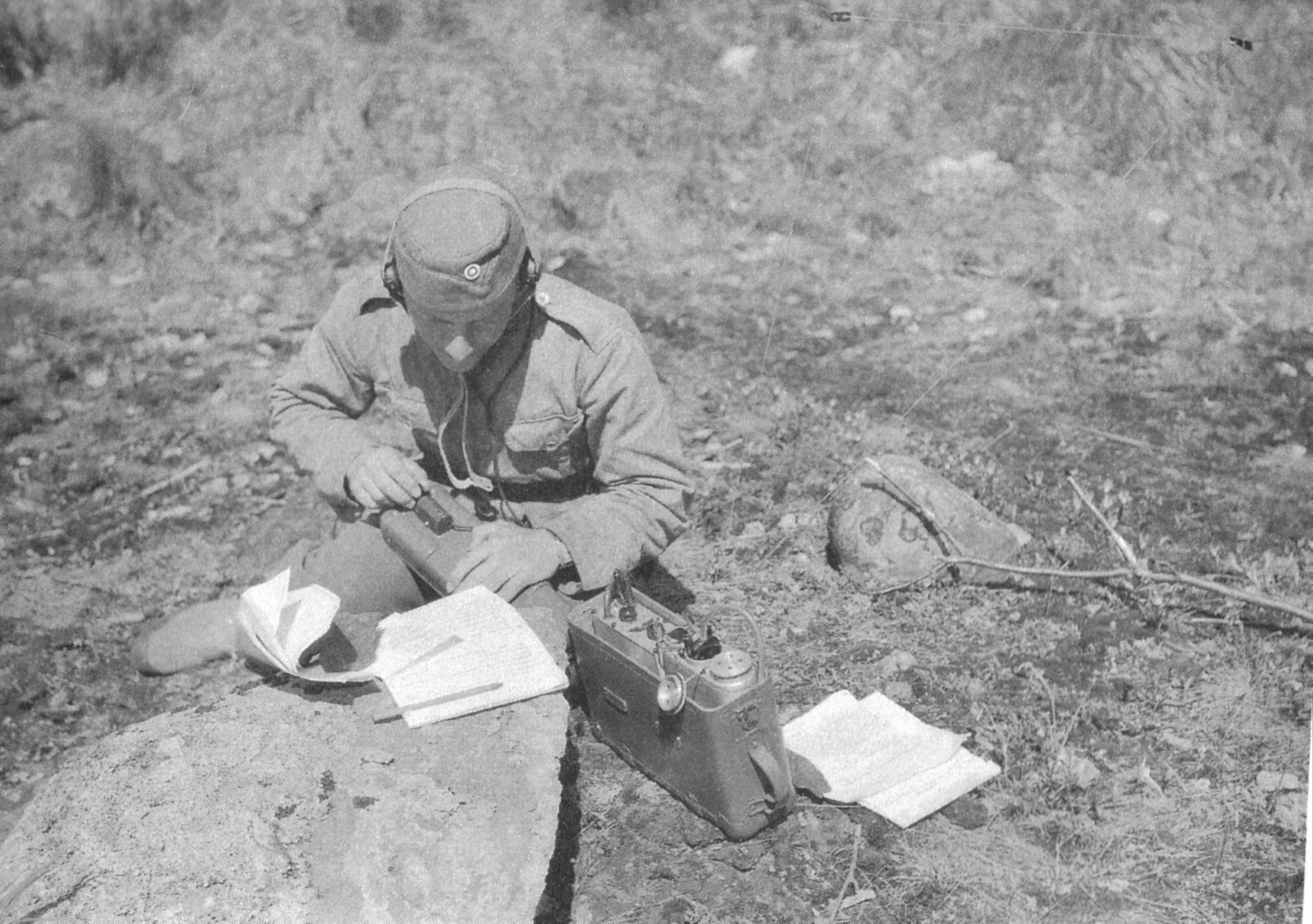
Финский радист.

Радист — специалист по передаче и приёму сообщений по радио (радиостанции) и его обслуживанию. 
Также этим термином называют и аналогичную профессию, специальность, военно-учётную специальность, должность и воинскую должность. Иногда эту профессию совмещают с другой, например: стрелок-радист, штурман-радист и другие. Радист работает на радиостанции и занят приёмом и передачей радиограмм и её обслуживанием.
Профессия возникла в связи с изобретением радио. В недалёком прошлом радист был востребован во многих сферах человеческой деятельности — в море, на реке, в воздухе, в космосе, на суше.
В настоящем ввиду развития средств радиосвязи, связанного с повышением их надёжности и упрощением работы с ними, профессия радиста постепенно отмирает. Радисты как специалисты по приёму/передаче сообщений сохраняются в основном в вооружённых силах; в гражданских ведомствах профессия радиста практически исчезла.

## Знаки отличия

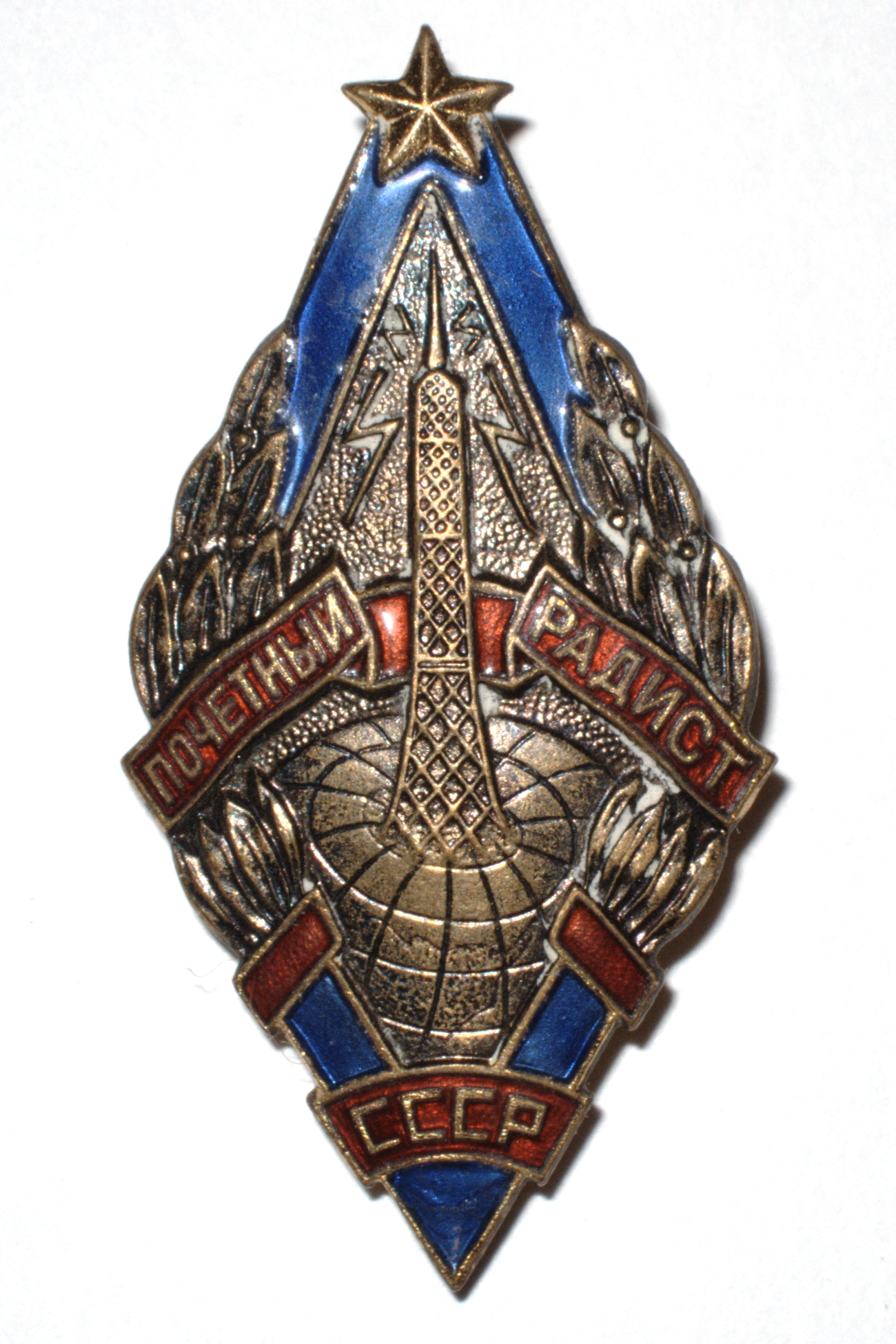
Нагрудный знак «Почётный радист СССР».

С этой профессией связаны следующие награды в Союзе ССР и России:
- Почётный радист СССР — нагрудный знак
- Почётный радист России — нагрудный знак

## Фильмы
Фильмы про профессию радиста:
- Над нами Южный Крест
- Если парни всего мира...

## Книги
- Кренкель Э. Т. Четыре товарища. — М. : Художественная литература, 1940. — 316 с.
- Кренкель Э. Т. RAEM — мои позывные. — М. : Советская Россия, 1973. — 436 с.
- Кремер Б. А. Эрнст Кренкель — радист и полярник. — Л. : Гидрометеоиздат, 1977.